# Glaphyra shimai
Glaphyra shimai är en skalbaggsart som beskrevs av Hayashi och Makihara 1981. Glaphyra shimai ingår i släktet Glaphyra och familjen långhorningar.
Artens utbredningsområde är Nepal. Inga underarter finns listade i Catalogue of Life.